# Moldova 2
Moldova 2 (M2) es el segundo canal de televisión público de Moldavia, operado por TRM. Es una señal alternativa al primer canal.

## Historia
El canal inició emisiones el 3 de mayo de 2016, coincidiendo con el 58º aniversario de TRM. El lanzamiento del canal se produjo por recomendación de la Unión Europea de Radiodifusión, pero también por la necesidad de cubrir emisión de más contenidos deportivos.
M2 emite repeticiones de programas emitidos en M1 y eventos deportivos, como los Juegos Olímpicos o la Eurocopa.
En 2025 M2 adoptó su actual imagen corporativa. El canal se encuentra disponible en todo el país.

## Imagen corporativa

2016 – 2018
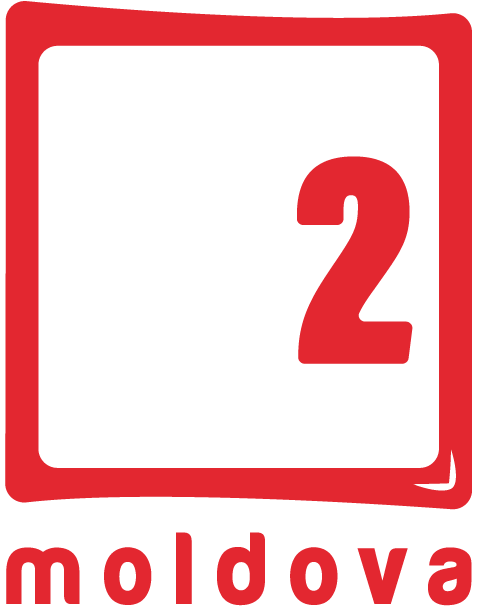
2018 – 2022
2022 – 2025